# Sint-Gillisvoorplein (premetrostation)
Sint-Gillisvoorplein (Frans: Parvis de Saint-Gilles) is een station van de Brusselse premetro, gelegen in het centrum van de gemeente Sint-Gillis.

## Geschiedenis
Het station Sint-Gillisvoorplein werd geopend op 3 december 1993 samen met Hallepoort, Horta en Albert ter verlenging van de Noord-Zuidas richting Ukkel.
Tegen 2024 zou dit premetrostation omgebouwd moeten worden in metrostation ter gelegenheid van de opening van metrolijn 3.

## Situering
Het premetrostation bevindt zich onder het Sint-Gillisvoorplein, nabij de Waterloosesteenweg. Bovengronds is er aansluiting voorzien met bussen van de MIVB.

## Kunst
Aan de wanden van de perrons en de stationshal zijn op blauwe tegels tekstfragmenten afkomstig uit de Universele Verklaring van de Rechten van de Mens aangebracht, zowel in het Frans als in het Nederlands. Het ontwerp van Françoise Schein heeft de naam Dyade gekregen.

## Afbeeldingen

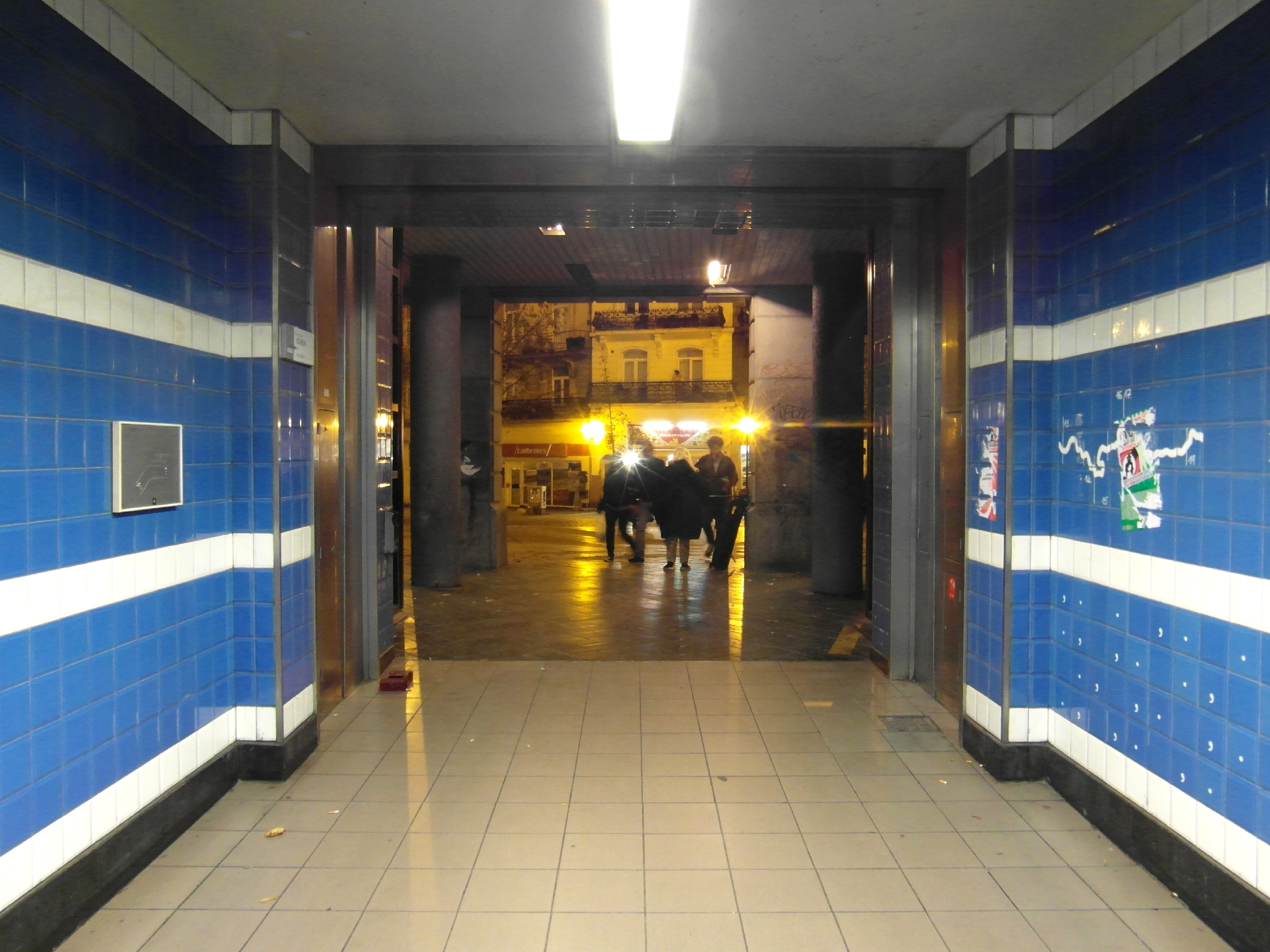
Uitgang van het station.
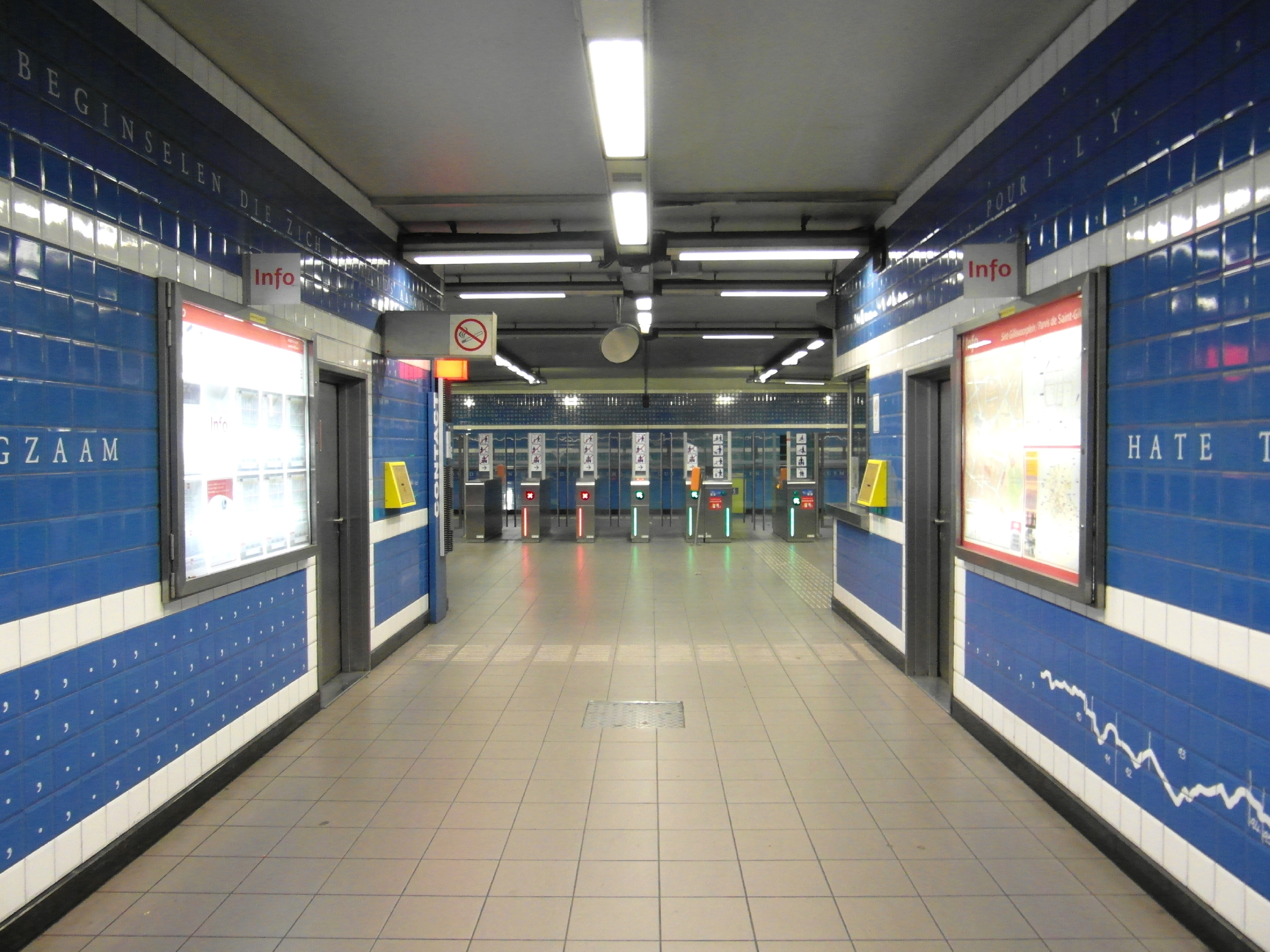
Toegang tot de lokettenzaal.
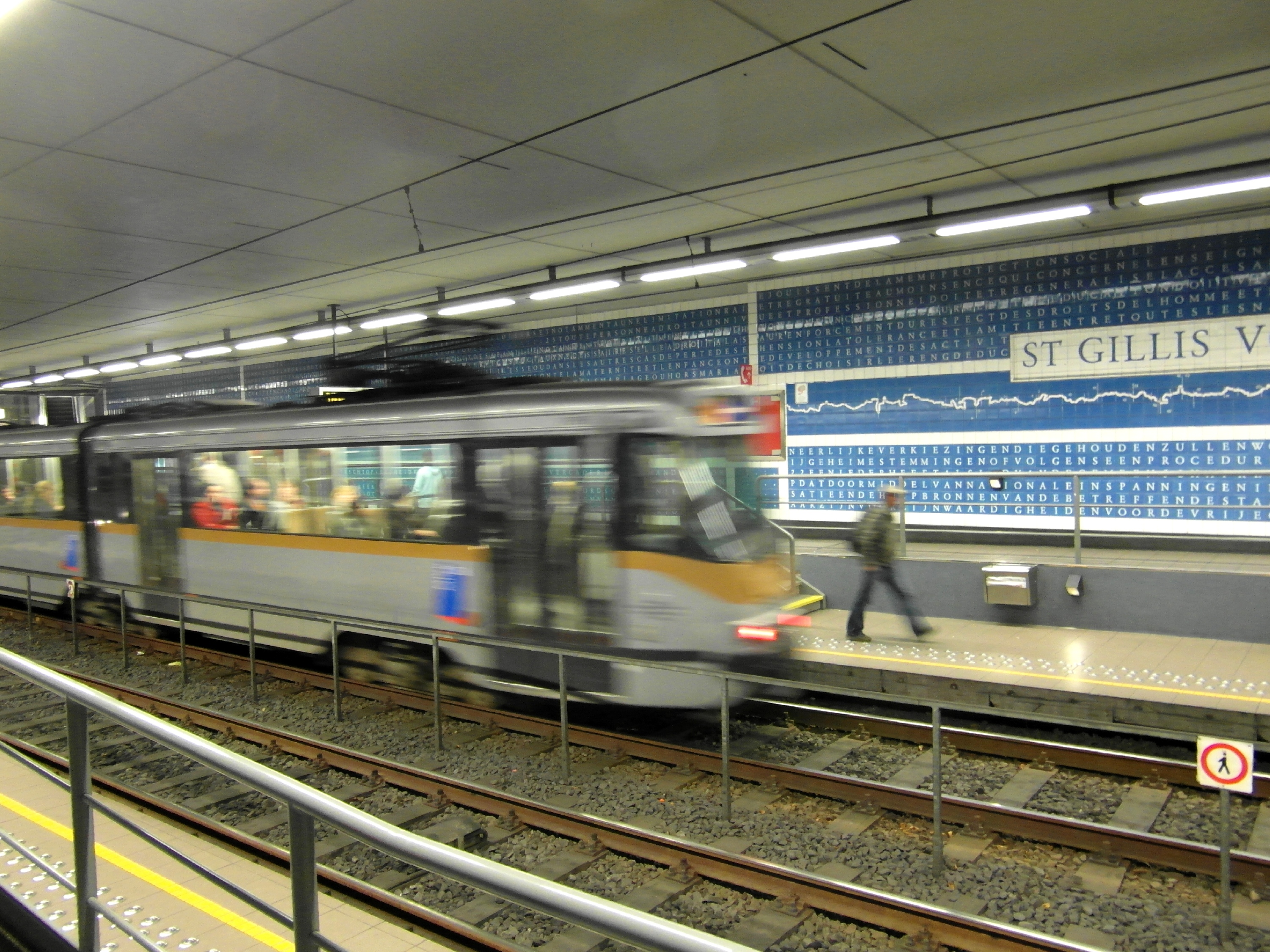
Verlaagde perrons.
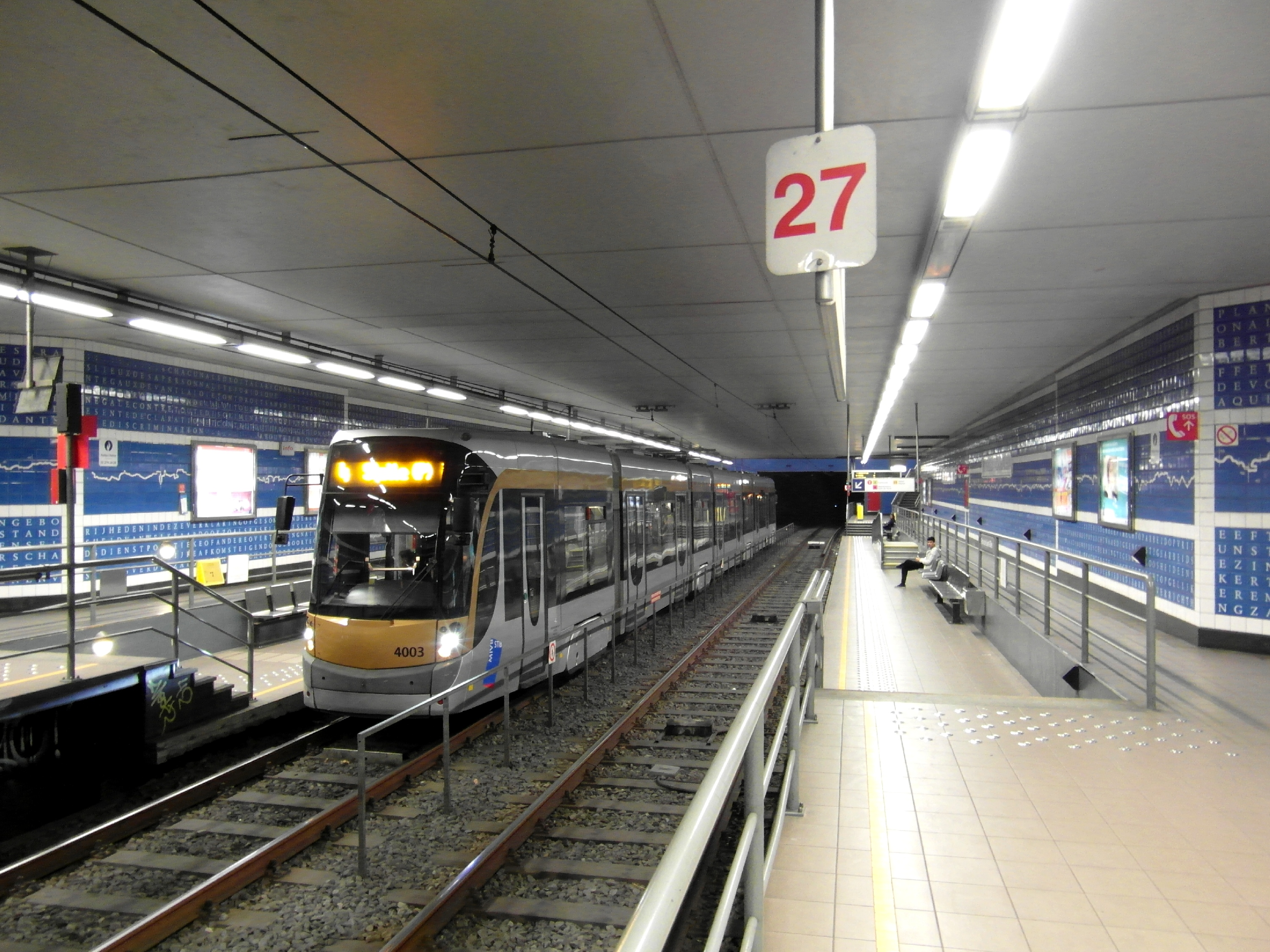
Overzicht van de stationshal.